# Flint Castle

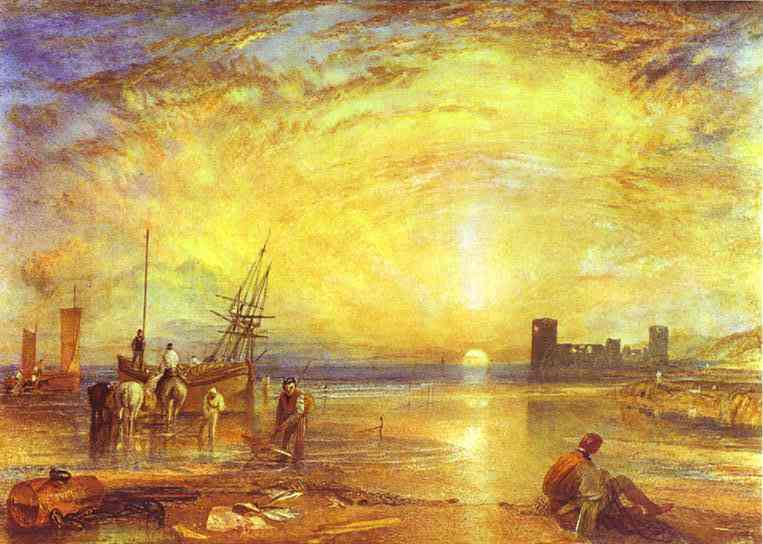
1838 Aquarel van Flint Castle door J.M.W. Turner

Flint Castle, is een 13e-eeuws kasteel in  Wales, in de plaats Flint. Het was het eerste kasteel in een serie die door Koning Edward I werd gebouwd voor de verovering van Wales. De constructie begon in 1277 en duurde negen jaar.
Het kasteel ligt bij een haven die gelegen is aan het estuarium van de rivier de Dee.
In 1399 werd Koning Richard II kortstondig in dit kasteel opgesloten, voordat hij naar de Tower of London werd gebracht.